# Mr. Do's Castle
Mr. Do's Castle (Mr. Do! VS ユニコーン), a volte scritto Mr. Do!'s Castle, è un videogioco arcade pubblicato nel 1983 da Universal Entertainment, seguito di Mr. Do!. Nel 1984 è stato pubblicato anche per diversi modelli di console e home computer, generalmente dalla Parker Brothers.
La versione MSX si intitola Mr. Do! vs. Unicorns, che corrisponde alla traduzione inglese del titolo originale giapponese.
Per Sharp X68000 uscì nel 1994 assieme a Mr. Do! nella raccolta Mr. Do! & Mr. Do! vs. Unicorns.

## Modalità di gioco
La meccanica di gioco ha poca somiglianza con quella del precedente Mr. Do!, ma ricorda più Space Panic della stessa Universal. Il giocatore guida Mr. Do su un labirinto verticale a schermata fissa di scale e piattaforme composte da blocchi, con l'aspetto di un castello (castle), dove deve affrontare degli unicorni bipedi.
Ha una mazza con la quale può abbattere i blocchi, permettendo sia di schiacciare i nemici sottostanti, sia di intrappolare temporaneamente i nemici nel buco vuoto lasciato dal blocco. Se l'unicorno riesce a liberarsi il buco si tappa con un nuovo blocco.
Colpendo direttamente un nemico con la mazza lo si può uccidere se lo si abbatte insieme a un blocco, altrimenti colpire un nemico intrappolato lo butta senza ucciderlo al piano di sotto, e colpire un nemico libero lo respinge solo per un istante.
Mr. Do può anche spingere le scale inclinate per fargli cambiare posizione e condurre a una piattaforma diversa. Può anche gettarsi da qualunque altezza, solo toccare i nemici è letale.
Se passa troppo tempo i nemici assumono una forma più pericolosa che può anche periodicamente sdoppiarsi.
In ogni livello tre dei blocchi hanno il simbolo di una chiave, abbattendoli tutti appare uno scudo all'ultimo piano del castello; se si raccoglie lo scudo i nemici si trasformano temporaneamente in creature innocue, ciascuna con una lettera della parola EXTRA. Queste creature si possono uccidere direttamente con la mazza e se si completa la parola si vince una vita.
Alcuni blocchi hanno simboli di teschi, abbattendone una coppia si fanno cadere tutti i blocchi compresi tra i due, ma in questo caso vengono sostituiti da una piattaforma permanente.
Tutti gli altri blocchi esistenti inizialmente hanno il simbolo di ciliegie. Per superare un livello occorre eliminare tutti i nemici, oppure tutte le ciliegie (in alcune vecchie versioni dell'arcade non ci sono ciliegie e si può vincere solo eliminando i nemici).
A parte l'aumento di difficoltà, c'è poca differenza tra i livelli.